# Coop Trading A/S
Coop Trading A/S är ett inköpsbolag som ägs av Coop i Sverige, Danmark, Finland och Norge. Huvudkontoret ligger i Høje-Tåstrup i Danmark. Coop Tradings uppgift är att utveckla och upprätthålla Coops egna varusortiment och märken. Coop Trading ägs av Coop Danmark, Coop Sverige, Coop Norge och Finlands Cooperativa SOK.

## Egna varumärken
- Änglamark: Coops varusortiment för ekologiska och miljövänliga varor.
- Coop/Rainbow: Coops "masterbrand" kvalitetsvaror med bra pris.
- X-tra: Basvaror med fokus på förmånligaste priset.